# Brahea edulis
Brahea edulis är en enhjärtbladig växtart som beskrevs av Hermann Wendland och Sereno Watson. Brahea edulis ingår i släktet Brahea och familjen Arecaceae. IUCN kategoriserar arten globalt som starkt hotad. Inga underarter finns listade i Catalogue of Life.

## Bildgalleri

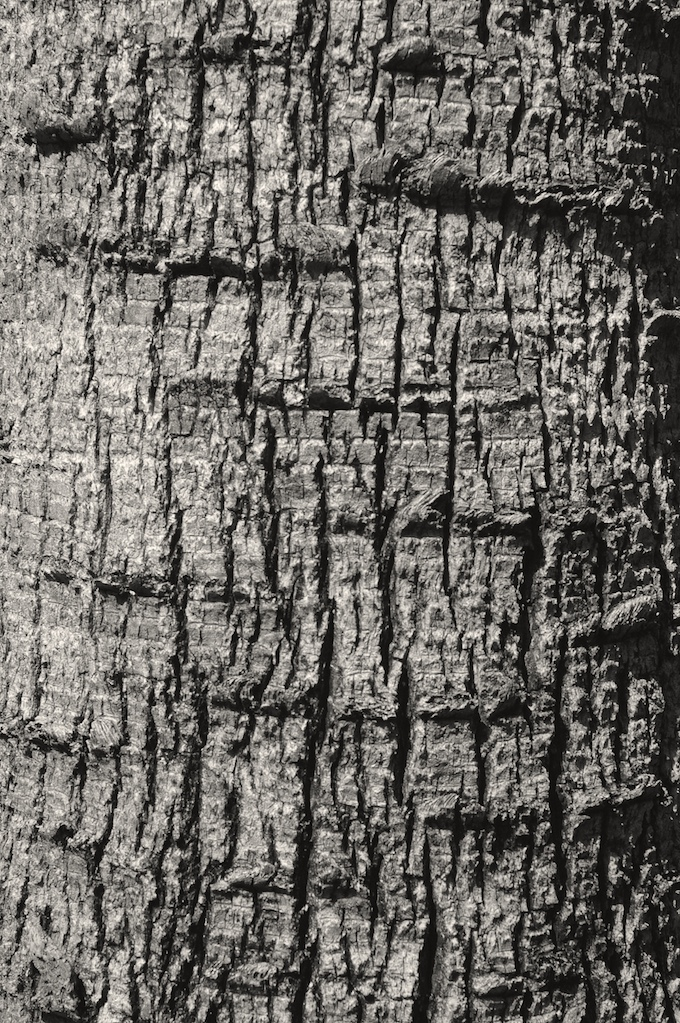
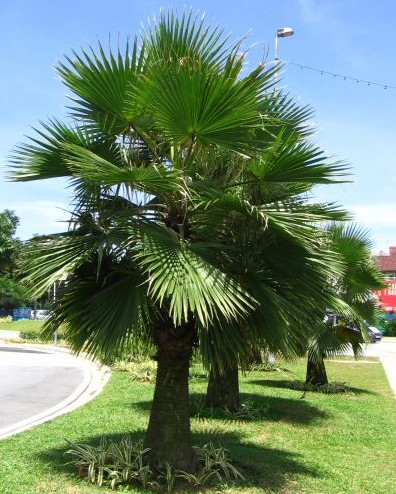